# Halowe Mistrzostwa Świata w Lekkoatletyce 2003 – bieg na 60 m przez płotki kobiet
Bieg na 60 m przez płotki kobiet – jedna z konkurencji rozgrywanych podczas halowych mistrzostw świata w lekkoatletyce w 2003. Eliminacje i półfinały odbyły się 15 marca, a finał został rozegrany 16 marca.
Do eliminacji zgłoszonych zostało 28 zawodniczek z 23 państw.
Zawody w tej konkurencji wygrała reprezentantka Stanów Zjednoczonych Gail Devers. Drugą pozycję zajęła zawodniczka z Hiszpanii Glory Alozie, trzecią zaś reprezentująca kraj triumfatorki Melissa Morrison-Howard.

## Wyniki

### Eliminacje
Źródło: 
Bieg 1
| Miejsce | Zawodniczka           | Państwo  | Wynik | Uwagi |
| ------- | --------------------- | -------- | ----- | ----- |
| 1.      | Patricia Girard       | Francja  | 8,02  |       |
| 2.      | Lacena Golding-Clarke | Jamajka  | 8,08  |       |
| 3.      | Elke Wölfling         | Austria  | 8,19  |       |
| 4.      | Yahumara Neyra        | Kuba     | 8,22  |       |
| 5.      | Edit Vári             | Węgry    | 8,24  |       |
| 6.      | Julija Szabanowa      | Rosja    | 8,36  |       |
| 7.      | Andrea Blackett       | Barbados | 8,37  | PB    |

Bieg 2
| Miejsce | Zawodniczka           | Państwo         | Wynik | Uwagi |
| ------- | --------------------- | --------------- | ----- | ----- |
| 1.      | Susanna Kallur        | Szwecja         | 7,93  |       |
| 2.      | Linda Ferga-Khodadin  | Francja         | 8,09  |       |
| 3.      | Rosa Rakotozafy       | Madagaskar      | 8,14  | PB    |
| 4.      | Nadine Faustin-Parker | Haiti           | 8,15  | SB    |
| 5.      | Derval O'Rourke       | Irlandia        | 8,20  |       |
| 6.      | Sarah Claxton         | Wielka Brytania | 8,33  |       |
| 7.      | Patricia Riesco       | Peru            | 8,78  |       |

Bieg 3
| Miejsce | Zawodniczka     | Państwo           | Wynik | Uwagi |
| ------- | --------------- | ----------------- | ----- | ----- |
| 1.      | Gail Devers     | Stany Zjednoczone | 7,92  |       |
| 2.      | Brigitte Foster | Jamajka           | 7,99  |       |
| 3.      | Flora Rendumi   | Grecja            | 8,17  |       |
| 4.      | Feng Yun        | Chiny             | 8,24  |       |
| 5.      | Maíla Machado   | Brazylia          | 8,29  |       |
| 6.      | Dainelky Pérez  | Kuba              | 8,30  |       |
| 7.      | Līga Kļaviņa    | Łotwa             | 8,47  | PB    |

Bieg 4
| Miejsce | Zawodniczka             | Państwo           | Wynik | Uwagi |
| ------- | ----------------------- | ----------------- | ----- | ----- |
| 1.      | Melissa Morrison-Howard | Stany Zjednoczone | 8,13  |       |
| 2.      | Glory Alozie            | Hiszpania         | 8,13  |       |
| 3.      | Jauhienija Waładźko     | Białoruś          | 8,23  |       |
| 4.      | Rachel King             | Wielka Brytania   | 8,23  |       |
| 5.      | Tetiana Ładowska        | Ukraina           | 8,30  |       |
| 6.      | Marina Tomić            | Słowenia          | 8,31  |       |
| 7.      | Moh Siew Wei            | Malezja           | 8,81  |       |

### Półfinały
Źródło: 
Bieg 1
| Miejsce | Zawodniczka             | Państwo           | Wynik | Uwagi |
| ------- | ----------------------- | ----------------- | ----- | ----- |
| 1.      | Susanna Kallur          | Szwecja           | 7,98  |       |
| 2.      | Patricia Girard         | Francja           | 8,00  |       |
| 3.      | Lacena Golding-Clarke   | Jamajka           | 8,01  |       |
| 4.      | Melissa Morrison-Howard | Stany Zjednoczone | 8,05  |       |
| 5.      | Flora Rendumi           | Grecja            | 8,12  |       |
| 6.      | Derval O'Rourke         | Irlandia          | 8,22  |       |
| 7.      | Elke Wölfling           | Austria           | 8,26  |       |
| –       | Yahumara Neyra          | Kuba              | DNF   |       |

Bieg 2
| Miejsce | Zawodniczka           | Państwo           | Wynik | Uwagi |
| ------- | --------------------- | ----------------- | ----- | ----- |
| 1.      | Gail Devers           | Stany Zjednoczone | 7,80  | CR    |
| 2.      | Glory Alozie          | Hiszpania         | 7,83  | NR    |
| 3.      | Linda Ferga-Khodadin  | Francja           | 7,97  |       |
| 4.      | Brigitte Foster       | Jamajka           | 7,98  |       |
| 5.      | Nadine Faustin-Parker | Haiti             | 8,15  | SB    |
| 6.      | Rachel King           | Wielka Brytania   | 8,21  |       |
| 7.      | Rosa Rakotozafy       | Madagaskar        | 8,27  |       |
| 8.      | Feng Yun              | Chiny             | 8,36  |       |
| 9.      | Jauhienija Waładźko   | Białoruś          | 8,43  |       |

### Finał
Źródło: 
| Miejsce | Zawodniczka             | Państwo           | Wynik | Uwagi |
| ------- | ----------------------- | ----------------- | ----- | ----- |
| 01 !    | Gail Devers             | Stany Zjednoczone | 7,81  |       |
| 02 !    | Glory Alozie            | Hiszpania         | 7,90  |       |
| 03 !    | Melissa Morrison-Howard | Stany Zjednoczone | 7,92  |       |
| 4.      | Lacena Golding-Clarke   | Jamajka           | 7,92  | SB    |
| 5.      | Linda Ferga-Khodadin    | Francja           | 7,95  |       |
| 6.      | Brigitte Foster         | Jamajka           | 7,96  | PB    |
| 7.      | Susanna Kallur          | Szwecja           | 7,97  |       |
| 8.      | Patricia Girard         | Francja           | 8,02  |       |